# Nadia Al-Mardini
Nadia Al-Mardini (* 1980 in West-Berlin) ist eine deutsche Fernsehmoderatorin und Schauspielerin.

## Leben
Nadia Al-Mardini ist ausgebildete Werbetexterin. Sie arbeitete als Kolumnistin beim Lifestyle-Männermagazin MAXIM. Bei der Wahl zu Deutschlands schönster Mitarbeiterin wählten sie die Leser zum MAXIM Office-Girl 2004. 2008 wurde sie zudem unter die 101 schönsten Frauen der Welt (MAXIM Woman of the year) gewählt und erschien in der gleichnamigen MAXIM-Sonderbeilage.
2005 bis 2007 übernahm Nadia Al-Mardini die Moderation der Wassersportsendung Aqua TV, die über Satellit zu empfangen ist oder im Kabel auch in Regionalprogrammen wie FAB zu sehen ist. 2007 war sie Co-Moderatorin von Hugo Egon Balder in der Sat.1-Sendung Volltreffer! – Schiffe versenken XXL. Von 2008 bis 2010 gehörte sie zum Moderatorenteam der Sendung Night Guide und moderierte das Fernseh- und Internetformat Your Eyes. Zusätzlich war sie 2009 bei der live moderierten Online-Quizshow Quizzen ist Geld als Moderatorin tätig.
Neben der Moderation ist Nadia Al-Mardini auch als Schauspielerin tätig und arbeitet als Model. 2012 spielte sie in einer durchgängigen Nebenrolle als Carla in der RTL-Zwei-Serie Berlin – Tag & Nacht. 2015 spielte sie die Rolle der Kommissarin Selma Stein in der Sat.1-Serie In Gefahr – Ein verhängnisvoller Moment. Seit Februar 2018 ist sie als PR-Managerin Susanna erneut in der RTL-Zwei-Serie Berlin Tag und Nacht zu sehen. Im Kinofilm Misfit (2019) spielte sie die Mutter der Hauptrolle Julia (Selina Mour).

## TV-Auftritte
- 2004: Cineast, Münster TV
- 2005–2007: Aqua TV, Fernsehen aus Berlin
- 2006: Augen auf!, K1010
- 2007: Volltreffer! – Schiffe versenken XXL, Sat.1
- 2008–2010: Night Guide/Your Eyes TV, Fernsehen aus Berlin
- 2017: Punkt 12, RTL, Wochenserie Das denkt Deutschland
- 2020: Oksanas Traum vom Glück, RTL
- 2021: Goodbye Deutschland! Die Auswanderer, VOX
- 2021: First Dates – Ein Tisch für zwei, VOX
- 2022: Oksanas Welt, VOX
- 2025: Explosiv – Das Magazin, RTL

## Internet
- 2008–2010: Your Eyes TV
- 2009–2010: Quizzen ist Geld

## Filmografie
- 2004: Wer ist eigentlich Paul?, Kinofilm
- 2004: Richter Alexander Hold (Episodenhauptrolle)
- 2004: Typisch Sophie
- 2012: Berlin – Tag & Nacht (durchgängige Nebenrolle)
- 2012: Familien-Fälle (Episodenhauptrolle)
- 2013: Anwälte im Einsatz (Episodenhauptrolle)
- 2014: Schicksale – und plötzlich ist alles anders (Episodenhauptrolle)
- 2014: Im Namen der Gerechtigkeit (Episodenhauptrolle)
- 2014: Die Trovatos – Detektive decken auf (Episodenhauptrolle)
- 2014: Schicksale – und plötzlich ist alles anders (Episodenhauptrolle)
- 2015: Schicksale – und plötzlich ist alles anders  (Episodenhauptrolle)
- 2015: In Gefahr – Ein verhängnisvoller Moment (durchgehende Hauptrolle)
- 2015: Schicksale – und plötzlich ist alles anders (Episodenhauptrolle)
- 2016: Anwälte im Einsatz (Episodenhauptrolle)
- 2016: Schicksale – und plötzlich ist alles anders (Episodenhauptrolle)
- 2017: Schicksale – und plötzlich ist alles anders (Episodenhauptrolle)
- 2018: Berlin – Tag & Nacht (Durchgängige Nebenrolle)
- 2019: Misfit (Nebenrolle), Kinofilm
- 2020: K11 – Kommissare im Einsatz (Episodenhauptrolle)
- 2021: K11 – Kommissare im Einsatz (Episodenhauptrolle)
- 2022: K11 – Kommissare im Einsatz (Episodenhauptrolle)
- 2022: K11 – Kommissare im Einsatz (Episodenhauptrolle)
- 2023: Richterin Barbara Salesch (Episodennebenrolle)
- 2023: Gute Zeiten, schlechte Zeiten (Episodennebenrolle)
- 2024: Blaulichtreport Report (Episodennebenrolle)
- 2025: Lenßen hilft (Episodenhauptrolle)